# الزمامرة 2 (الغنادرة)
الزمامرة 2 هي إحدى مشيخات المملكة المغربية، تتبع جغرافيا لإقليم سيدي بنور وإداريًا لالغنادرة. يقدر عدد سكانها بـ 7253 نسمة حسب الإحصاء الرسمي للسكان والسكنى لسنة 2004.